# دایتوکو-جی
دای‌توکو-جی (به ژاپنی: 大徳寺 Daitoku-ji) یک معبد بودایی وابسته به فرقه رینزای، ذن است که در کیتا، کیوتو، کیوتو در ژاپن قرار دارد.